# Stora Hamnholmen, Raseborg
Stora Hamnholmen är en ö i Finland. Den ligger i Finska viken eller Skärgårdshavet och i kommunen Raseborg i den ekonomiska regionen  Raseborg i landskapet Nyland, i den södra delen av landet. Ön ligger omkring 97 kilometer väster om Helsingfors.
Öns area är 5,5 hektar och dess största längd är 390 meter i sydväst-nordöstlig riktning. Ön höjer sig omkring 15 meter över havsytan.